# Robbrechtia
Robbrechtia là một chi thực vật có hoa trong họ Thiến thảo (Rubiaceae).

## Loài
Chi Robbrechtia gồm các loài: